# Wasserschout

Der Hamburger Wasserschout Alfred Tetens

Ein Wasserschout war ein Aufsichtsbeamter für Seemannsangelegenheiten und Vorstand des gleichnamigen Amtes. Das Amt des  Wasserschout war der Vorgänger des Seemannsamts.

## Einzelheiten
Das Amt des Wasserschouts wurde erstmals 1643 in den Niederlanden (dortige Bezeichnung: Waterschout; Water = dtsch. Wasser, Schout = dtsch. Schultheiß) eingeführt. Nachdem es in Hamburg in den vorangegangenen Jahrzehnten immer wieder Forderungen seitens der Kaufmannschaft gegeben hatte, die Seeleute zu kontrollieren, schlugen die Schifferalten 1690 vor, auch in Hamburg einen Wasserschout nach holländischem Vorbild einzurichten. Am 3. September 1691 nahm der erste Wasserschout in Deutschland, Berthold Heidmann, seinen Dienst in der Hansestadt auf. Drei Tage zuvor war das „Reglement von des bestellten Wasser-Schouts in Hamburg Ampt und Verrichtungen“ vom Hamburger Senat veröffentlicht worden. Dem Wasserschout stand das Hamburger Admiralitätskollegium vor. Die meisten Amtsinhaber waren ehemalige Kapitäne. Sein Gehalt bezog der Amtsinhaber aus den Gebühren der Reeder.
1873 wurde das Amt des Wasserschouts durch die Reichs-Seemannsordnung aufgelöst und durch das Seemannsamt ersetzt. Der Wasserschout blieb aber unter der althergebrachten Bezeichnung und mit allen seinen Befugnissen als Leiter der neugeschaffenen Behörde im Amt.
Auch in anderen Ländern gab es einen Wasserschout, beispielsweise in Belgien oder Dänemark, wo dieses Amt von der ersten Einrichtung in Kopenhagen im Jahr 1695 bis zur Ablösung durch eine Musterungsbehörde im Jahr 1871 bestand.
Das Amt des Wasserschout vereinigte verwaltungsrechtliche, polizeiliche und richterliche Befugnisse. Die Aufgaben waren das Führen eines Verzeichnisses der seefahrenden und der zum Dienst auf Schiffen willigen Bürger der jeweiligen Hafenstadt, was auch die Kontrolle im Hinblick auf den Militäreinsatz umfasste. Er nahm die Anmusterung der Seeleute vor, gewährte den an Land auf ein neues Schiff wartenden Seeleuten Vorschuss auf ihre Heuer (damals Gage genannt) und überwachte die ordnungsgemäße Heuerauszahlung am Ende der Seereise eines Schiffes. Auch übernahm er die Verteilung von Zahlungen an Witwen und Waisen an Bord umgekommener Seeleute und hatte für die Heimschaffung hilfsbedürftiger Seeleute aus dem Ausland zu sorgen. Außerdem war er für die Strafverfolgung der Seeleute, die Untersuchung und Protokollierung von Vorfällen auf See sowie das Schlichten von Streitigkeiten zwischen Reedern, Kapitänen und Seeleuten zuständig. Er nahm auch etwaige Beschwerden der Seeleute entgegen, saß der Mobilmachungs- und Schiffsrequisitions-Kommission und der Seemannskasse bei. In Hamburg wurde 1854 der vorher vom Wasserschout ausgestellte „Schein“ oder „Berechtigungsschein“ durch das Seefahrtsbuch ersetzt. Erst seit dem Jahr führte der Wasserschout auch Abmusterungen durch. Innerhalb des gesamten Deutschen Reiches wurden Seefahrtsbücher aber erst 1872 eingeführt.